# DC Heroes
DC Heroes es un juego de rol ubicado en el universo de los super héroes de DC comics, actualmente discontinuado. No debe confundirse con otros juego del mismo nombre, creados por Editorial West End Games y Editorial Green Ronin.

## Sistema de juego
El sistema de juego recibe el nombre de Mayfair Exponential Game System, utilizado en otros juegos de la misma editorial. El sistema parte de la base de que cada personaje se define por ciertas estadísticas, que a su vez crecen en escala logarítmica. Esto permite crear personajes con niveles de poder de varias órdenes de magnitud de diferencia. La resolución de tareas se realiza con una tabla de comparación de niveles de poder, y dos dados de diez caras. 
La construcción de personajes se basa en Puntos de Héroes, que sirven para comprar distintas puntuaciones de Atributos, Poderes y Habilidades. Dado que distintos personajes del Universo DC tienen diferentes niveles de poder, en el juego se construyen con diferentes cantidades de puntos de héroe.

## Recepción y Legado
El juego fue bien recibido en su concepción inicial. Se lo elogió por la facilidad para crear personajes con mucha diversidad de poderes y habilidades. También se resaltó el sistema unificado de resolución que permitía usar las mismas reglas para resolver situaciones sociales como combate. Sin embargo, recibió críticas por la falta de realismo y por el sistema de gadgets.
A pesar del éxito inicial, el juego fue discontinuado en 1994. Al día de hoy aún hay una activa comunidad en línea que aún da soporte al juego.
Mayfair vendió el sistema de juego a Pulsar Games, que editó el juego Blood of Heroes en la década del 90. El juego utilizaba una versión mejorada de las reglas, pero sin licencia para utilizar los personajes de DC Comics. Esta versión fue discontinuada en 2004.
Algunas de las reglas de DC Heroes sirvieron de inspiración para posteriores juegos de superhéroes, incluyendo nuevas versiones de DC Heroes (por editorial West End Games,y Green Ronin) y otros juegos de superhéroes como Mutants and Masterminds.